# T.C. Boyle

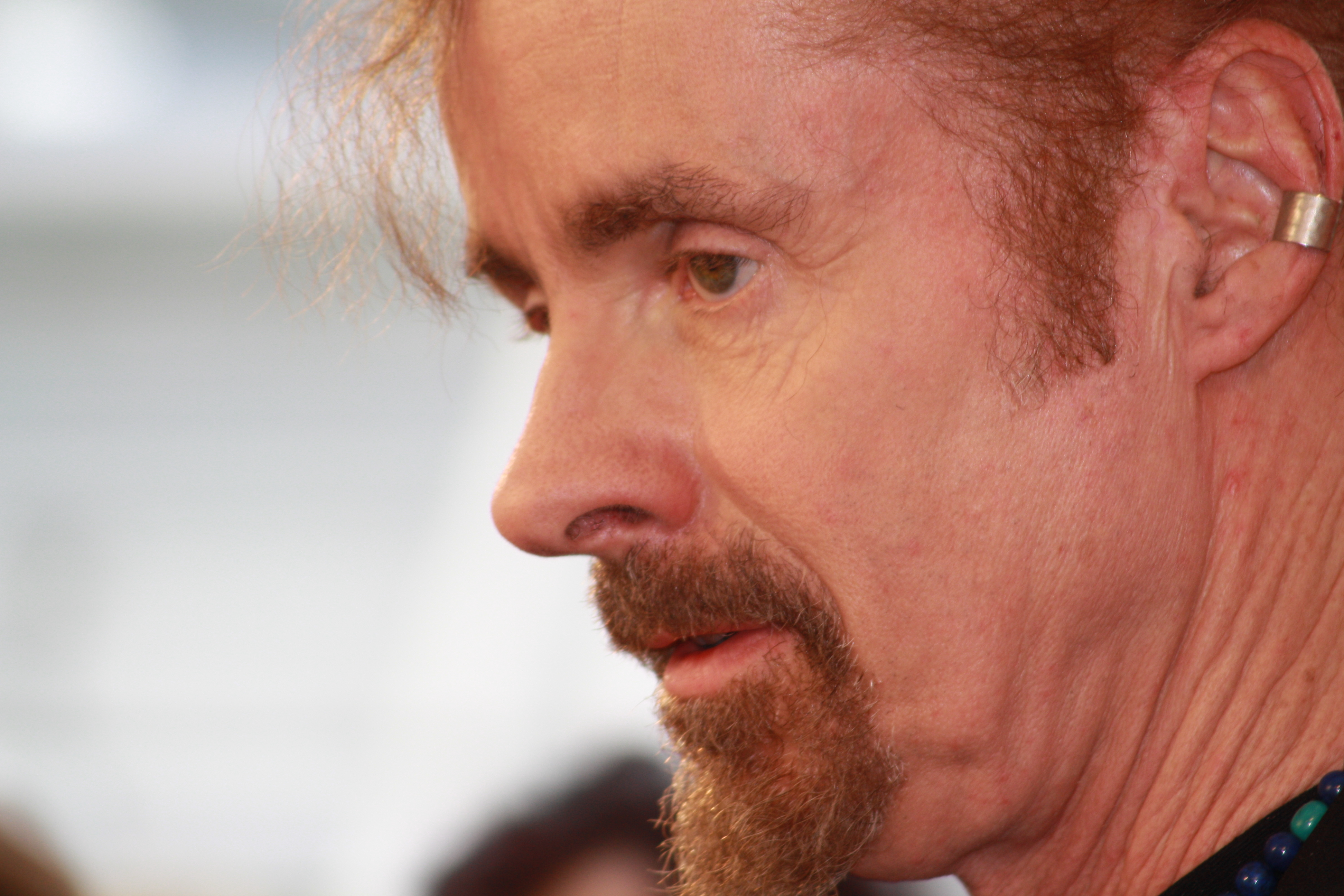
T.C. Boyle op de Leipziger Buchmesse in 2009

Tom Coraghessan Boyle (Peekskill, 2 december 1948) is een Amerikaans schrijver.

## Leven
Tom Caraghessan Boyle werd als Thomas John Boyle geboren. De Ierse naam Coraghessan gaf Boyle zichzelf toen hij 17 was, naar een voorouder van moederskant. Zijn vader was buschauffeur, zijn moeder secretaresse. Van geloof waren ze rooms-katholiek. Het milieu waarin Boyle opgroeide was onprettig omdat zijn ouders alcoholist waren. Beiden waren in een weeshuis grootgebracht. Zijn middelbareschooldiploma (high school) haalde hij met enige moeite. De laatste schooljaren had hij een naam opgebouwd als een spijbelaar die maar wat rondhing. 
Aan de State University of New York studeerde hij Engels en geschiedenis. Dat sloot hij in 1968 met een kandidaatsexamen (Bachelor of arts) af. Tijdens deze studie ontdekte hij de onuitputtelijke rijkdom van literatuur en zijn verering voor schrijvers als John Updike, Ibsen, Sartre en Camus. Hij begon ook zelf te schrijven en nam deel aan cursussen Creatief Schrijven. Daarnaast bespeelde hij verschillende instrumenten (jazz en pop). Na zijn kandidaats gaf hij vier jaar les aan een high-school en schreef daarnaast in zijn vrije tijd verhalen. Eén verhaal in de North American Revue stelde hem in staat deel te nemen aan een schrijfworkshop van de Universiteit van Iowa.
Aan deze universiteit zette hij zijn studie voort en verwierf hij in 1977 een doctorstitel in Engelse literatuur van de 19e eeuw. Daarnaast bezocht hij een schrijfworkshop onder leiding van John Irving die zijn mentor werd. Vanaf 1978 onderwees hij Engels aan de Universiteit van Zuid California, vanaf 1986 als professor. Zijn verhalen en korte stukjes verschenen regelmatig in toonaangevende Amerikaanse tijdschriften. Vanaf 2009 is hij lid van de Amerikaanse Academie van Kunsten en Literatuur.
Sinds 1974 is hij getrouwd met Karen Kvashay, waarmee hij drie kinderen heeft (Kerrie, Milo, Spencer). Het paar leeft in California en bewoont een huis ontworpen door de bekende architect Frank Lloyd Wright.

## Werk
Paul William Gleason schreef: "Boyles verhalen en romans bevatten de beste elementen van het minimalisme van Carver, van de  postmoderne uitzonderlijkheden van Barth, van het magisch realisme van García Márquez, van de duistere komedie en morele ernst van O'Connor en de vermakelijke en vreemde plots van Dickens en beschrijven zo de Amerikaanse manier van leven op een toegankelijke, subversieve en inventieve manier. ”
Veel van Boyles romans en korte verhalen gaan over de babyboomgeneratie, haar lusten, geneugten en verslavingen. Zijn thema's, zoals de vaak misleide inspanningen van de mannelijke held en de gelikte aantrekkingskracht van de antiheld, verschijnen naast brute satire, humor en magisch realisme. Zijn fictie onderzoekt ook de meedogenloosheid en de onvoorspelbaarheid van de natuur en de tol die de menselijke samenleving onbewust het milieu moet betalen.
Boyle heeft in Amerika de historische roman weer tot een mogelijke bestseller gemaakt. Zijn romans en verhalen zijn gegrond op veel en accuraat onderzochte historische gebeurtenissen en personen die hij met veel liefde voor het detail vaak realistische – zoals in de roman Riven Rock-, vaak absurde – zoals in het verhaal „Ik had een afspraak met Jane Austen“ – gebeurtenissen uitvindt.
Boyle ziet de literaire teksten van tijdgenoten als belangrijke basis voor zijn eigen literaire creativiteit. Tot zijn lievelingsschrijvers behoren Jorge Luis Borges, Flannery O'Connor, Julio Cortázar, E.L. Doctorow, Gabriel García Márquez en Thomas Pynchon.

### Korte verhalen
Boyle heeft meer dan 150 korte verhalen gepubliceerd. Deze zijn in meerdere verzamelbanden opgenomen:
• Greasy Lake and Other Stories, 1985;

• If the River Was Whiskey, 1989;

• Without a Hero, 1994;

• After the Plague, 2001;

• Tooth and Claw, 2005.

### Romans
Boyle heeft 19 romans op zijn naam staan. Zijn eerste roman was Water Music (1982)  over twee expedities in Afrika aan het eind van de 18e en begin van de 19e eeuw. Het is een historische roman met een mengeling van feit en fictie. De (historische) Schotse ontdekkingsreiziger Mungo Park wil het begin van de Niger bereiken, maar ondanks meerdere pogingen lukt hem dit door omstandigheden niet.
In 1984 verscheen zijn Roman Budding Prospects, over verschillende tegenslagen die drie Marihuana-planters in Californië te verwerken krijgen en hun pogingen onontdekt te blijven.
Daarna verscheen World’s End (1987) (Nederlandse vertaling: Duyvels End), een dwarsdoorsnede door meerdere fasen van de Amerikaanse geschiedenis.
In East Is East (1990) (Nederlandse titel: Oost is oost) gaat het om een half-Japanner die aan de Kust van Georgia over boord van een vrachtschip springt, om zijn Amerikaanse vader te zoeken. Parallel wordt het verhaal uit het perspectief van een kolonie kunstenaars verteld, die zich daar hebben gevestigd. Dat dubbele perspectief toont een keten van grote culturele misverstanden tussen de Amerikaanse kunstenaars, immigratiebeambten en de Japanner.
The road to Wellville (1993) (Nederlandse titel: De weg naar Wellville) speelt in een door de cornflakes-bedenker John Harvey Kellogg gesticht sanatorium voor de rijken in Battle Creek (Michigan) aan het begin van de 20e eeuw. In dat sanatorium geraakt een paar, dat zichzelf wegens de uitzichtloze zoektocht naar gezonde voeding bijna kwijtraakt.
Voor The Tortilla Curtain (1995) (Nederlandse vertaling: De Tortillagrens) over Mexicaanse emigranten in de V.S. kreeg hij de gerenommeerde Prix Medicis Étranger.
In Riven Rock (1998) stelt de moedige en door de beweging voor emancipatie van vrouwen bewogen Katherine Dexter alles in het werk haar schizofrene en van seks bezeten man van zijn demonen te bevrijden.
In 2000 publiceerde Boyle zijn sinds lang enige sciencefictionroman A Friend of the Earth, die zowel de mislukte strijd door milieuactivisten in de huidige tijd en de toekomstige strijd van de mens om te overleven na de Klimaatramp.
T. C. Boyles negende roman Drop City (2003) (Nederlandse titel: Verloren Nachten) plaatst twee erg verschillende samenlevingen tegenover elkaar: Een hippiecommune in de 70er jaren van de 20e eeuw – Boyle heeft hier zijn eigen ervaringen (ook met verdovende middelen) in verwerkt – en anderzijds een samenleving van stropers in Alaska, die uit de tijd van de landveroveringen overgebleven scheen. Wat echter bij beide gemeenschappelijk is, zijn, behalve de verwerping van de kleinburgerlijke samenleving, de klassieke rolpatronen: koken is ook bij de hippies vrouwenwerk, de aanschaf van noodzakelijke goederen en de bouw van hutten mannenwerk. Als hippies uit Californië in de eenzaamheid van Alaska vluchten, zijn verschillende rampen te verwachten. In dit boek toont zich weer Boyle zijn voorliefde voor de buitenstaander in de samenleving.
Zijn 10e roman The Inner Circle (2004) (Nederlandse titel: De ingewijden)laat de geschiedenis van de Amerikaanse onderzoeker van seksualiteit Alfred Charles Kinsey (1894–1956) zien vanuit het perspectief van de fictieve figuur John Milk.
Boyle zijn elfde roman was Talk Talk (2006) (Nederlandse titel: Talk Talk). De hoofdpersoon is een dove jonge lerares, die slachtoffer van een identiteitsdiefstal wordt. De spannende verhaalboog heeft trekken van een triller. Indrukwekkend zijn zowel de karakterisering van de drie hoofdfiguren als de schets van het Amerikaanse rechtssysteem.
In februari 2009 verscheen zijn twaalfde roman The women (Nederlandse titel: De vrouwen) Het is een portret van de beroemde Amerikaanse architect Frank Lloyd Wright, verteld vanuit het perspectief van een fictieve Japanse assistent en de vier vrouwen, die zijn leven vormden. Mede gemotiveerd om dit boek te schrijven werd Boyle door de omstandigheid dat hij sinds 1993 een ‘Prairie House’ woont, dat Frank Lloyd Wright heeft ontworpen en dat hij behoedzaam restaureerde.
In 2011 werd de roman When the Killing's Done (Nederlandse titel: Na de barbarij) uitgegeven. Hierin worden verschillende van zijn oude thema’s weer opgepakt. De hoofdrolspelers zijn twee facties van milieubeschermers. Deze leveren een verbitterde strijd op de eilanden voor de Zuidkust van Californië. Het gaat om de vraag of men het veel geld kostende evenwicht van het ecosysteem weer wil herstellen – wat noodzakelijk de uitroeiing van meerdere diersoorten inhoudt – of dat men het doden altijd verhindert.
Ook zijn volgende roman San Miguel (2013) (Nederlandse titel: San Miguel) liet hij op een van de kanaal-eilanden spelen – op het eiland San Miguel, het meest westelijke ervan. Hij behandelt hier de biografie van drie verschillende vrouwen op het onherbergzame eiland van het einde van de 19e eeuw tot het midden van de 20e eeuw.
Boyles roman The harder they come (2015) (Nederlandse vertaling: Wie storm zaait) neemt het thema van geweld door de eenling op: Zowel vader Sten als zoon Adam voelen zich vrij anderen te doden als zij zich door hem/haar bedreigd voelen.
In de in 2016 gepubliceerde roman The Terranauts (Nederlandse titel: De Terranauten) gebruikt Boyle de experimenten van Biosfeer 2 en laat een fictieve tweede onderzoeksgroep van acht personen het experiment herhalen, zo consequent als de voorbeelden het laten zien.
In 2019 verscheen de roman Outside Looking In. Daarin voert Boyle de lezer terug naar de jaren zestig (van de 20e eeuw). Aan de Harvard Universiteit begint een aantal mensen rond Timothy Leary met het begin van de harddrugs cultuur. Men geloofde met behulp van LSD het bewustzijn te kunnen vergroten. In de proloog schildert hij een legendarische episode uit het leven van de ontdekker van LSD Albert Hofmann: De ‘fietsdag’ (Bicycle Day), waarop Hofmann zelf LSD uitprobeerde.
De roman Talk to me (2021) (Nederlandse titel: Praat met me) vindt plaats eind jaren zeventig (van de twintigste eeuw) en vertelt over een chimpansee-onderzoeker en een chimpansee die met mensen praat.

### Overzicht: Tijd, plaats en historisch persoon in het werk van Boyle
- Duyvels End (1987),	               Eind 17e eeuw, 1949 and 1968, 	Noordelijk Westchester County nabij Peekskill (New York)
- Water Music [6] (1982), 	1795, 	Londen, Schotland en Afrika (oorsprong van de Niger), 	Mungo Park
- De weg naar Wellville (1993), 	1907, 	Battle Creek, Michigan,	John Harvey Kellogg
- Riven Rock [7](1998), 	1905–1925, 	Montecito, Santa Barbara County (Californië), Stanley McCormick, Katharine McCormick
- De vrouwen (2009), 	Vroeg 20e eeuw tot de dertiger jaren, 	Wisconsin, 	Frank Lloyd Wright
- De ingewijden (2004), 	jaren '40 en '50 twintigste eeuw, 	Bloomington (Indiana),	Alfred Kinsey
- Verloren nachten (2003), 	1970, 	Californië, Alaska
- Budding Prospects[8] (1984), 	1980er jaren, 	Californië
- Oost is oost (1990), 	jaren '80 twintigste eeuw, 	Georgia, (Amerikaanse Zuiden), 	Hu Tu Mei
- De Tortillagrens (1995), 	jaren '90 twintigste eeuw, 	Zuid-Californië
- Talk talk (2006), 	jaren vanaf 2000, 	Californië en de staat New York
- Na de Barbarij (2011), 	jaren 2000 en '70 en '40 van de twintigste eeuw, 	Californië
- A Friend of the Earth (2000), late jaren ‘80 en 2025–2026, 	Oregon, Californië
- Wie storm zaait (2015), 	2011, 	Mendocino County (Californië) inclusief Fort Bragg en Willits

- Bibsys: 90567774
- Biblioteca Nacional de España: XX864515
- Bibliothèque nationale de France: cb12089396z (data)
- Catàleg d'autoritats de noms i títols de Catalunya: 981058614164706706
- CiNii: DA01383007
- Gemeinsame Normdatei: 119520478
- International Standard Name Identifier: 0000 0001 2017 2369
- Library of Congress Control Number: n78072648
- Nationale Bibliotheek van Letland: 000260580
- MusicBrainz: a79abf27-a462-4125-96c1-826c67cb9c0c
- Bibliotheek van het Japanse parlement: 00463643
- Nationale Bibliotheek van Tsjechië: xx0082067
- Nationale bibliotheek van Australië: 35884345
- Nationale Bibliotheek van Israël: 987007311405205171
- Nationale Bibliotheek van Polen: a0000001134348
- Nationale en Universitaire bibliotheek Zagreb: 000167735
- Nederlandse Thesaurus van Auteursnamen: 069331936
- Réseau des bibliothèques de Suisse occidentale: 02-A003035307
- LIBRIS: 243907
- Système universitaire de documentation: 029222818
- Trove: 1130475
- Virtual International Authority File: 14796817
- WorldCat: E39PBJqqkgyqK9pBy3qqmXhCQq